# Logistika
Logistika je dejavnost, ki se ukvarja z upravljanjem toka materialov od virov do porabnikov tako znotraj kot med podjetji. Logistika zajema fizični tok materiala in tok informacij od dobavitelja, preko proizvajalca in trgovca do končnega potrošnika in pomeni prostorske spremembe, poleg tega pa tudi skladiščenje (premagovanje časa). Cilj logistike je zagotoviti prave dobrine in storitve, na pravem mestu ob pravem času, količini in kakovosti, z najnižjimi stroški in vplivi na okolje, skladno s sklenjeno pogodbo.
Logistika lahko zajema vse procese v podjetju: napovedovanje, povpraševanja, nabava, načrtovanje potreb, načrtovanje proizvodnje, materialno poslovanje, skladiščenje, manipuliranje z materiali, embaliranje, komisioniranje, zaloge končnih izdelkov, fizična distribucija, načrtovanje distribucije, naročila, transport, prodajne storitve, poprodaje storitve ipd.

## Delitev logistike
V sodobnem srednjevelikem podjetju zajema služba logistike npr. : planiranje potreb in nabavo materiala, planiranje proizvodnje in kapacitet, planiranje zalog, skladiščno poslovanje in odpremo materiala.
- glede na dejavnost ločimo: transportna, skladiščna, špedicijska, distribucijska, nabavna,... logistika,
- glede na področje uporabe ločimo: industrijska, vojaška, gospodinjska logistika,
- glede na področje opazovanja ločimo: mikro~, makro~, poslovna, mednarodna,... logistika.

## Definicije
- Shapiro & Heskett: Logistika je proces premikanja stvari od ene točke do druge in njihovo shranjevanje na poti.
- Bowersoxs: Logistika je proces strateškega upravljanja, gibanja in shranjevanja materialov, delov in končnih izdelkov od dobaviteljev, preko proizvodnega podjetja do končnih kupcev.
- Nacionalni Svet Fizične Distribucije USA: Logistika je integracija dveh ali več aktivnosti za potrebe planiranja izvajanja in nadziranja učinkovitega toka surovin, polizdelkov in končnih izdelkov od točke izvora do točke potrošnje.
- Logistika je dejavnost, katere smoter je optimalno zadovoljevanje potreb poslovnega sistema uporabnika z ustreznimi logističnimi storitvami, ki sestoje iz fizičnih pretokov blaga in stanj v procesih reprodukcije.
- Požar: Logistika je vojaškega izvora. Ta pojem zajema fizični tok materiala (surovin, polproizvodov, proizvodov, odpadkov) ter tok informacij od dobavitelja surovin, preko proizvajalca in morebiti trgovca do končnega potrošnika gotovih proizvodov, torej prostorske spremembe, poleg tega pa tudi skladiščenje, ki pomeni premagovanje časa. Logistika pomeni torej premagovanje prostora (kot transport) in časa. V zvezi s prostorskimi spremembami, to je transportom, je potrebno tudi oblikovanje tovornih enot in pakiranje, nakladanje, prekladanje in razkladanje, določevanje zalog za skladiščenje in v zvezi s tem vse potrebne komunikacije za izmenjavo in predelavo informacij. Navedena obrazložitev pojma logistike je operativna, ker nam v glavnem prikaže operativno dejavnost, ki jo zajema logistika.
- Kirsch: Logistika v sistemskem smislu zajema oblikovanje, krmiljenje, uravnavanje in izvedbo celotnega toka energije, informacij, oseb in posebno snovi (material, proizvodi) v sistemih in med njimi. Kirsch deli logistične sisteme na tri podsisteme, in sicer: a) vhod (input) materiala v sistem, ki ga imenuje »fizični oskrbovalni sistem«; b) tok snovi, energije, informacij in oseb v sistemu samem, ki ga imenuje »intrasistemska logistika«; c) prenos iz sistema v drugi sistem (output) in ga imenuje »fizični distribucijski sistem«.
- Prvi evropski kongres za pretok materiala je leta 1974 o logistiki podal naslednje razmišljanje »Potem ko je logistika pridobila pomembno mesto v armadah mnogih držav, je prišla tudi v industrijska podjetja in narodno gospodarstvo ter obravnava vse prostorske, časovne, oskrbovalne in distribucijske probleme. Industrijska logistika ne obravnava le materialne tokove, temveč tudi tokove informacij in podatkov človek-stroj-sistem ali stroj-stroj-sistem za vse prostorske in časovne procese različnih vrst industrijskih, trgovskih in storitvenih dejavnosti.«
- Jünemann: opredeljuje logistiko kot znanstveno disciplino o planiranju, upravljanju in kontroli materialnega, osebnega, energijskega in informacijskega toka v sistemih.
- Blanchard definira logistiko kot umetnost vodenja pretoka materiala in proizvodov od izvora do uporabnika. Logistični sistem vključuje popoln pretok materiala, od dobave surovin do dostave končnega izdelka končnemu uporabniku. Isti avtor navaja, da je združenje logističnih inženirjev definiralo logistiko kot umetnost in znanost vodenja, inženiringa in tehničnih aktivnosti, povezanih z zahtevami, dizajnom in preskrbo ter vzdrževanjem virov za podporo ciljem, planiranju in izvedbi.
- Ballou: pri logistiki gre za menedžment vseh aktivnosti v zvezi s premikanjem in skladiščenjem ter s tem povezanimi aktivnostmi, ki nastopajo med točkama dobave in porabe. Poslanstvo logistike je zagotoviti strankam storitev v skladu z njihovimi potrebami in zahtevami na najbolj učinkovit način. Osnovni cilj logistike je zagotoviti prave dobrine in storitve na pravem mestu ob pravem času, pri čemer je cena vsega tega najnižja.
- Sauerbrey nekoliko razširja definicijo logistike tako, da opredeli logistiko kot koordinacijo vseh produkcijskih dejavnikov za izdelavo proizvoda in distribucijo. Poleg materialne logistike ta pojem zajema tudi logistiko oseb, kapitala in know-how-a.
- Jakomin, Zelenika in Medeot opredeljujejo logistiko kot skupek med seboj povezanih aktivnosti, ki služijo za premikanje surovin, polproizvodov, drugega materiala in gotovih proizvodov od dobaviteljev do podjetja, za premikanje znotraj podjetja in od podjetja do odjemalcev oz. kupcev ter vse z njimi povezane aktivnosti.

## Podsistemi logistike
Logistika ima nalogo zagotoviti optimalen pretok blaga v celotni logistični oziroma oskrbovalni verigi (Supply Chain). Logistična veriga zajema vse logistične procese v podjetju ter pri dobaviteljih in kupcih. V osnovi se ti procesi nanašajo na oskrbo, proizvodnjo, distribucijo in vračanje ostankov in odpadkov. Bolj natančno gre za:
- nabavne procese,
- procese skladiščenja in medskladiščenja,
- proizvodne procese,
- procese pakiranja,
- komisioniranje,
- procese dobave,
- procese transporta in
- procese oskrbe ostankov in odpadkov (razbremenilna logistika).

Glavni proces logistike zajema materialni tok in storitve, ki tečejo od dobavitelja preko proizvajalca proti porabniku. Finančni tok in razbremenilna logistika potekajo v obratni smeri. Vse procese v obeh smereh pa spremlja informacijski tok. Informacijski tok teče vzporedno z blagovnim in finančnim tokom (dokumentacija) oziroma pred njim (informacijski sistemi, predavize).
Logistični sistem je sestavljen iz podsistemov, ki v osnovi zajemajo:
- nabavno logistiko,
- proizvodno logistiko,
- distribucijsko logistiko in
- razbremenilno logistiko,

V nadaljevanju so predstavljene vsebine in naloge posameznih logističnih podsistemov.

### Nabavna logistika
Naloga nabavne logistike je oskrbeti podjetje z blagom in storitvami, ki so potrebne za proizvodnjo oziroma izvajanje storitev. Če pogledamo podrobneje te naloge zajemajo:
- ugotavljanje in opredeljevanje nabavnih potreb
- naročanje pri dobavitelju
- transport
- kontrolo kakovosti pri dobavitelju oziroma v lastnem podjetju
- skladiščenje blaga v vhodnem skladišču.

Nabavna logistika ozko sodeluje z nabavno službo in proizvodnjo. Poznati mora nabavni trg na globalni, regionalni in lokalni ravni. Odločati je treba kaj in kje nabavljati, kako uskladiti vse logistične aktivnosti in kaj proizvajati doma in kaj kupovati na trgu (outsourcing). Med pomembne aktivnosti spada politika naročanja in zagotavljanje kakovosti vhodnih materialov in storitev. Politika naročanja zajema odločitve glede skladiščenja, Just-in-time dobav, zalog ipd. Kakovost vhodnih materialov in storitev pa se zagotavlja z ustreznim managementom kakovosti, ki vsebuje ustrezne kontrole in druge postopke, predvsem preventivne narave.

### Proizvodna logistika
Naloga proizvodne logistike je zagotoviti optimalni pretok surovin, materialov, polizdelkov, izdelkov in storitev skozi celoten proizvodni proces od vhodnega skladišča, direktnih dobaviteljev, proizvodnih kapacitet, medskladišč do distribucijskega skladišča. Konkretneje proizvodna logistika zajema:
- načrtovanje in upravljanje proizvodnje, razporeditve strojev in opreme ter izkoriščenost proizvodnih zmogljivosti,
- notranji transport,
- skladiščno logistiko znotraj podjetja,
- vskladiščenje končnih proizvodov v distribucijsko skladišče oz. direktna dobava dobavitelju,
- komisioniranje (oblikovanje dobav po naročilnih nalogih).

Proizvodna logistika torej obvladuje vse logistične naloge znotraj podjetja. Strateške naloge se začnejo že pri določitvi lokacije proizvodnje, izbor opreme in njena razmestitev, lokacija skladišč, izbor prometnih sredstev ipd. Sodeluje predvsem z načrtovanjem proizvodnje in reagira na spremembe, ki jih narekuje proizvodnja in tudi zahteve trga. Pomembni elementi proizvodne logistike so pretočni časi in logistični stroški ter reševanje konfliktov med različnimi zahtevami npr. med velikoserijskimi zahtevami, ki ustrezajo proizvodnji in maloserijskimi, ki ustrezajo prodaji. Nadaljnje pomembno vprašanje je avtomatizacija transportnega in skladiščnega procesa, ki naj omogoči optimalne odnose med tehničnimi in človeškimi aspekti proizvodnje.

### Distribucijska logistika
Naloga distribucijske logistike je oblikovanje, upravljanje in nadzor procesov, ki so potrebni, da se proizvodi in storitve dobavijo naročniku v obliki, vsebini in času kot je bilo dogovorjeno s pogodbo. Pri tem sodelujejo s prodajo. Distribucijska logistika je sinonim za fizično distribucijo, disponiranje blaga, prodajno logistiko (Outbound Logistics). Distribucijska logistika torej zajema:
- načrtovanje distribucije proizvodov vključno s skladiščenjem,
- planiranje transportnih sredstev in voznih redov vozil,
- vskladiščenje in izskladiščenje,
- embaliranje in manipulacije s proizvodi,
- dostava proizvodov in rezervnih delov kupcu.

Za distribucijsko logistiko je zelo pomembna dokumentacija in administracija povezana s kupcem. Pomembna strateška odločitev je tudi ali sam izvajati distribucijo ali jo poveriti drugim izvajalcem.

### Poprodajna logistika
Manj znana od zgoraj naštetih podsistemov je predvsem poprodajna logistika, ki pa dobiva čedalje večjo pozornost podjetij, saj k tej vrsti logistike spadajo vse dejavnosti in servisi, ki se zgodijo po prodaji določenega izdelka. Ker si vsak kupec želi čim več in čimboljše storitve (kot je na primer dostava na dom, montaža in preizkus kakšne naprave) podjetja skušajo pridobiti čim več strank tudi na ta način.
Med te storitve spadajo:
- logistika rezervnih delov
- servisne storitve

### Razbremenilna logistika
Naloga razbremenilne logistike je oskrba ostankov in odpadkov, ki nastajajo v vseh delih nabave, proizvodnje in distribucije. Materialni tok ima nasprotno smer od predhodnih treh delov logistike. Zasledovati mora ekonomske in ekološke cilje. Konkretne naloge razbremenilne logistike so:
- načrtovanje in demontaža stare opreme pri kupcih in v proizvodnji,
- zbiranje, sortiranje in ločevanje ostankov,
- medskladiščenje, manipulacije in transport ostankov,
- recikliranje (ponovna uporaba materialov),
- zbiranje, deponiranje in odvajanje odpadkov.

Glede na vse krajši življenjski ciklus proizvodov ter vse zahtevnejše ekološke predpise in standarde, pomen razbremenilne logistike zelo narašča.

## Logistika za različne vrste prometa
Različne vrste prometa zahtevajo tudi različne pristope in uporabe logistike. Razlikujemo med petimi bistveno različnimi vrstami logistik v prometu, kot so:
- logistika v morskem prometu,
- logistika v rečnem prometu,
- logistika v železniškem prometu,
- logistika v cestnem prometu,
- logistika v zračnem prometu.

Pri vseh različnih vrstah logistik je potrebno izdelovati študije in projekte, pri katerih nam pomaga računalnik in "virtualna logistika".